# Yon González
Yon González Luna, född 20 maj 1986 i Bergara, Gipuzkoa, är en spansk skådespelare. Han är mest känd för sin roll som Julio Olmedo i den spanska TV-serie Grand Hotel.

## Filmografi (i urval)
| År        | Titel                | Roll         | Noteringar |
| --------- | -------------------- | ------------ | ---------- |
| 2006–2007 | SMS                  | Andrés       | TV-serie   |
| 2011–2013 | Grand Hotel          | Julio Olmedo | TV-serie   |
| 2011      | Transgression        |              |            |
| 2017–     | Las Chicas Del Cable | Francisco    | TV-serie   |